# Silent Hill: The Escape
Silent Hill: The Escape es un videojuego de terror y de disparos en primera persona publicado por Konami en 2007 para el iPhone, iPod touch, y los teléfonos móviles que operen con Symbian OS. Es parte de la serie del mismo nombre que trata sobre un misterioso pueblo llamado Silent Hill y el primer juego en 3D para teléfonos móviles.
The Escape se desarrolla en diez niveles de un laberinto en los alrededores de un hospital del pueblo de Silent Hill infestado por criaturas extrañas.

## Desarrollo
Silent Hill: The Escape fue lanzado en Japón en 2007, en Europa en 2008 y en América en 2009. El juego fue diseñado para los teléfonos iPhone, y optimizado para ser controlado con la cámara del teléfono para registrar los movimientos del jugador y apuntar la pistola del protagonista.

### Jugabilidad
The Escape consiste de diez niveles en un laberinto rodeado de monstruos. Para mover al protagonista se debe tocar la pantalla y presionar el dedo para avanzar o deslizarlo para dar giros en el laberinto. El objetivo es encontrar obtener una llave para la salida del laberinto y el jugador cuenta con un mini mapa que señala la puerta de escape. Durante el juego en la pantalla aparece un puntero que indica la puntería de la pistola; para moverlo hay que inclinar el teléfono hasta alinearlo con los enemigos. Para disparar hay que dar un toque a la pantalla y los enemigos pueden morir en un solo disparo si se apunta correctamente. Sin embargo si el jugador toca a los monstruos muere instantáneamente. Para evitar a los enemigos el protagonista posee una radio, tradicional en los otros títulos de la serie, que emite estática cuando los enemigos están cerca y una linterna de bolsillo con una batería que muere rápidamente aunque en el laberinto se pueden obtener repuestos.
Los enemigos de The Escape son las enfermeras de Silent Hill, criaturas parecidas a Cabeza Pirámide, sillas de ruedas, y otros monstruos nuevos. Aunque el juego tiene diez niveles, solo hay cinco mapas que son reusados con texturas diferentes. Al iniciar una partida hay un tutorial narrado por Robbie, un personaje de peluche de Silent Hill 3, Silent Hill 4: The Room y Silent Hill: The Arcade.

## Argumento
El argumento de The Escape solo aparece durante las escenas entre niveles, con el jugador preguntándose dónde está, qué está haciendo, y otros comentarios parecidos. El juego consta de 2 finales: un final de humor basado en el final «Dog» (‘perro’) de Silent Hill 2, y el otro es el final «UFO» (‘ovni’) de los otros Silent Hill, en el cual se ve al protagonista saliendo del hospital,  caminando entre la niebla, y encuentra una nave espacial con dos extraterrestres. Este final desbloquea nuevas formas de juego, como llevar a un extraterrestre en vez de a un humano.